# Ramera
Ramera è una frazione del comune italiano di Mareno di Piave, nella provincia di Treviso, in Veneto.

## Geografia fisica
La frazione è situata al limite settentrionale del territorio comunale di Mareno di Piave. Confina a nord con Saccon, località di San Vendemiano, e a ovest con Campolongo, località di Conegliano. Ramera è attraversata dal fiume Monticano.

## Storia
Popolosa frazione del comune trevigiano, anticamente era chiamata Ramaria.

## Monumenti e luoghi d'interesse
A Ramera è presente un'antica chiesa, intitolata a San Michele, nominata per la prima volta in un documento del 1124 come proprietà dei monaci di Lovadina. La chiesa fu restaurata nel 1512 e consacrata il primo maggio 1545 alla presenza del cardinale Marino Grimani. Un ulteriore restauro fu effettuato nel 1836. Sulla stessa piazza sorge oggi anche un'altra chiesa, realizzata tra il 1952 e il 1955 e oggi sede della parrocchia.
Nella frazione è presente anche l'oratorio di Sant'Anna.

## Infrastrutture e trasporti
A Ramera è stata realizzata una pista ciclabile che la collega con il centro di Mareno e con la frazione di Bocca di Strada.